# Monumentul Eroilor din războiul 1916-1918, Tazlău
Monumentul Eroilor din războiul 1916-1918 este un monument istoric aflat pe teritoriul satului Tazlău, județul Neamț. 
Figurează pe lista monumentelor istorice  cod LMI NT-III-m-B-10745.

## Istoric și trăsături
Este clasificat ca monument de for public. A fost ridicat în anul 1925.
Monumentul, care era amplasat încă de la început pe axul drumului, a fost distrus într-un accident rutier provocat de doi tineri beți. Resturile acestuia sunt depozitate în curtea primăriei comunei Tazlău, care intenționează refacerea monumentului.

## Imagini

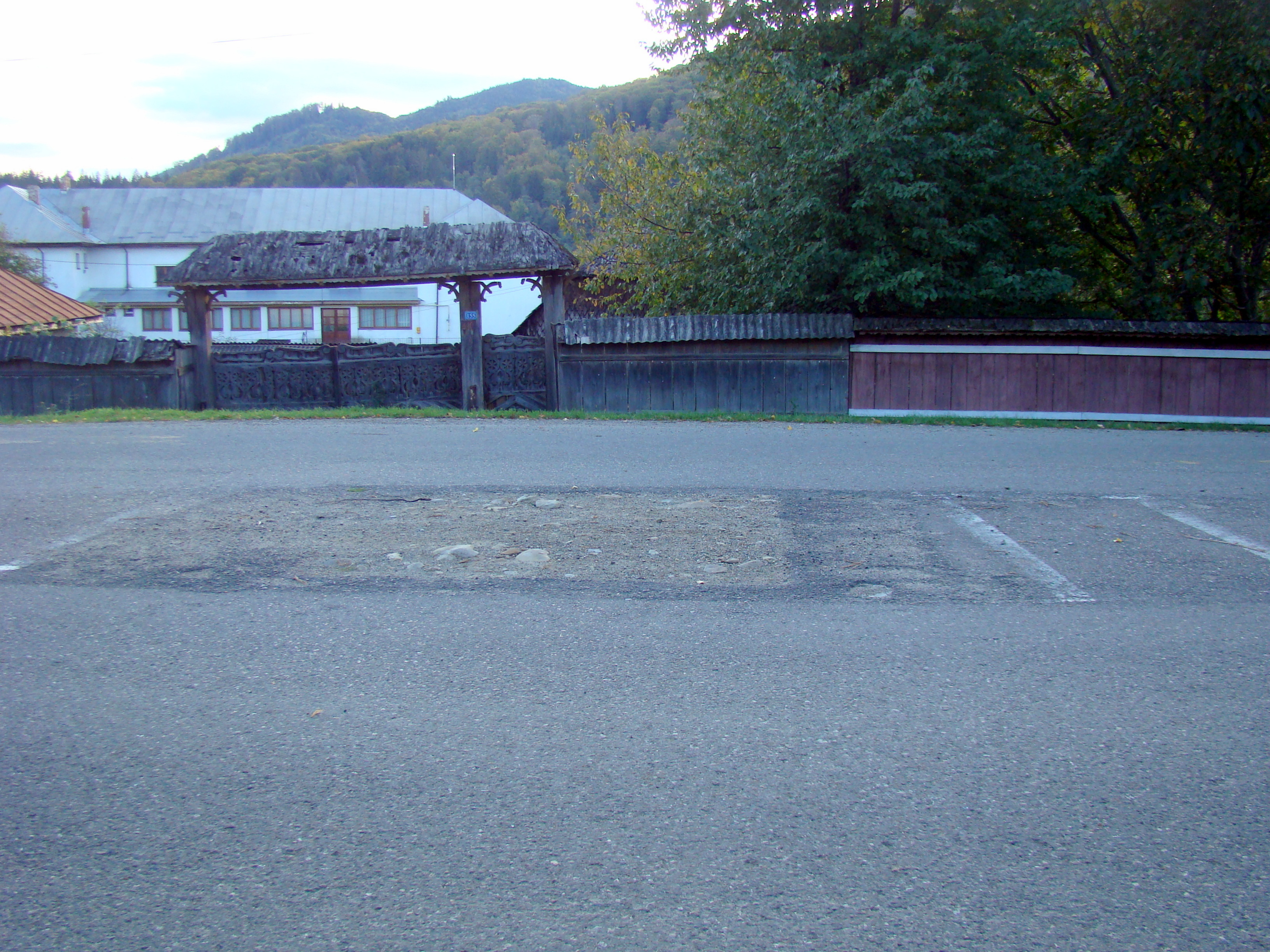
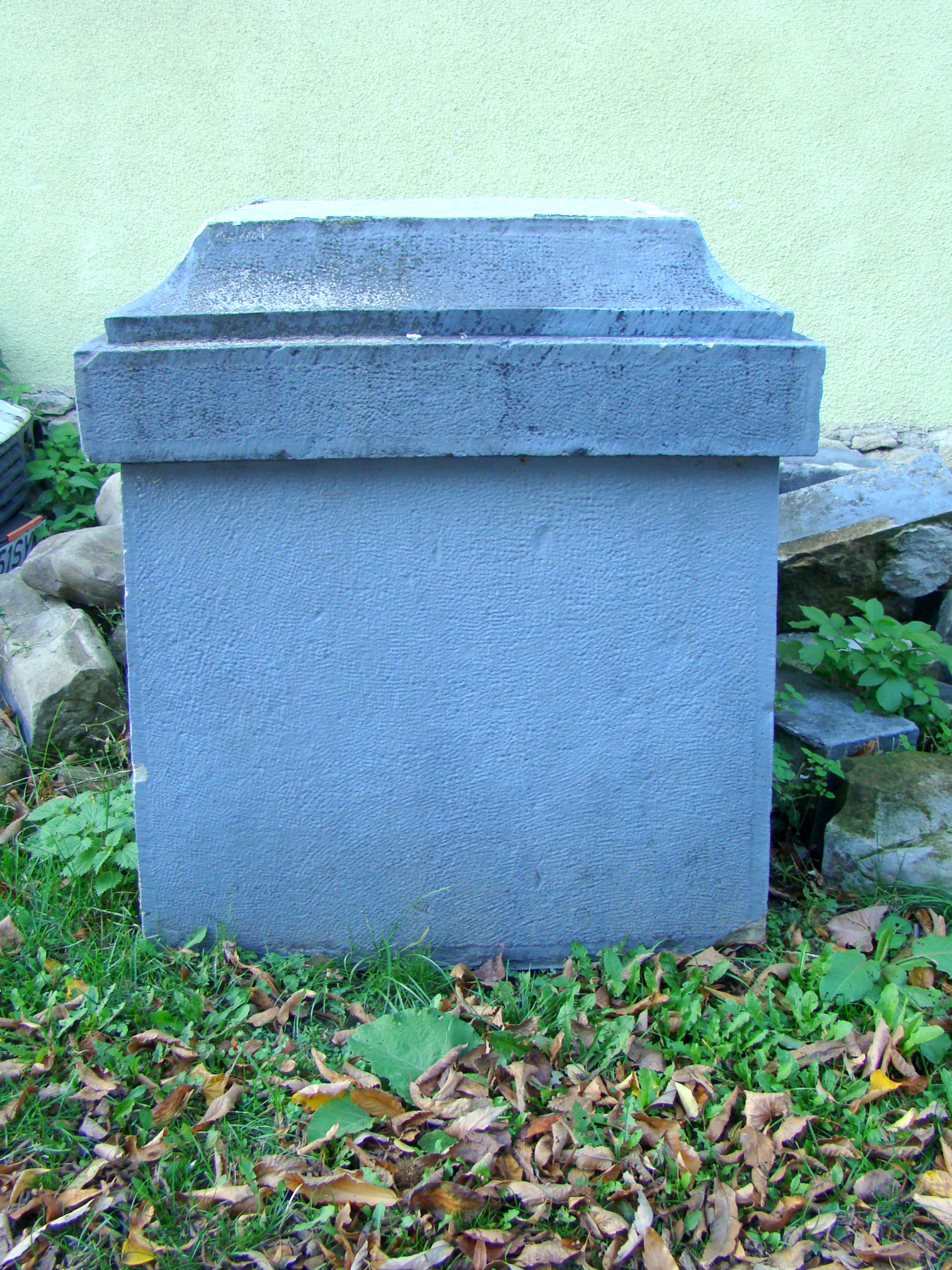
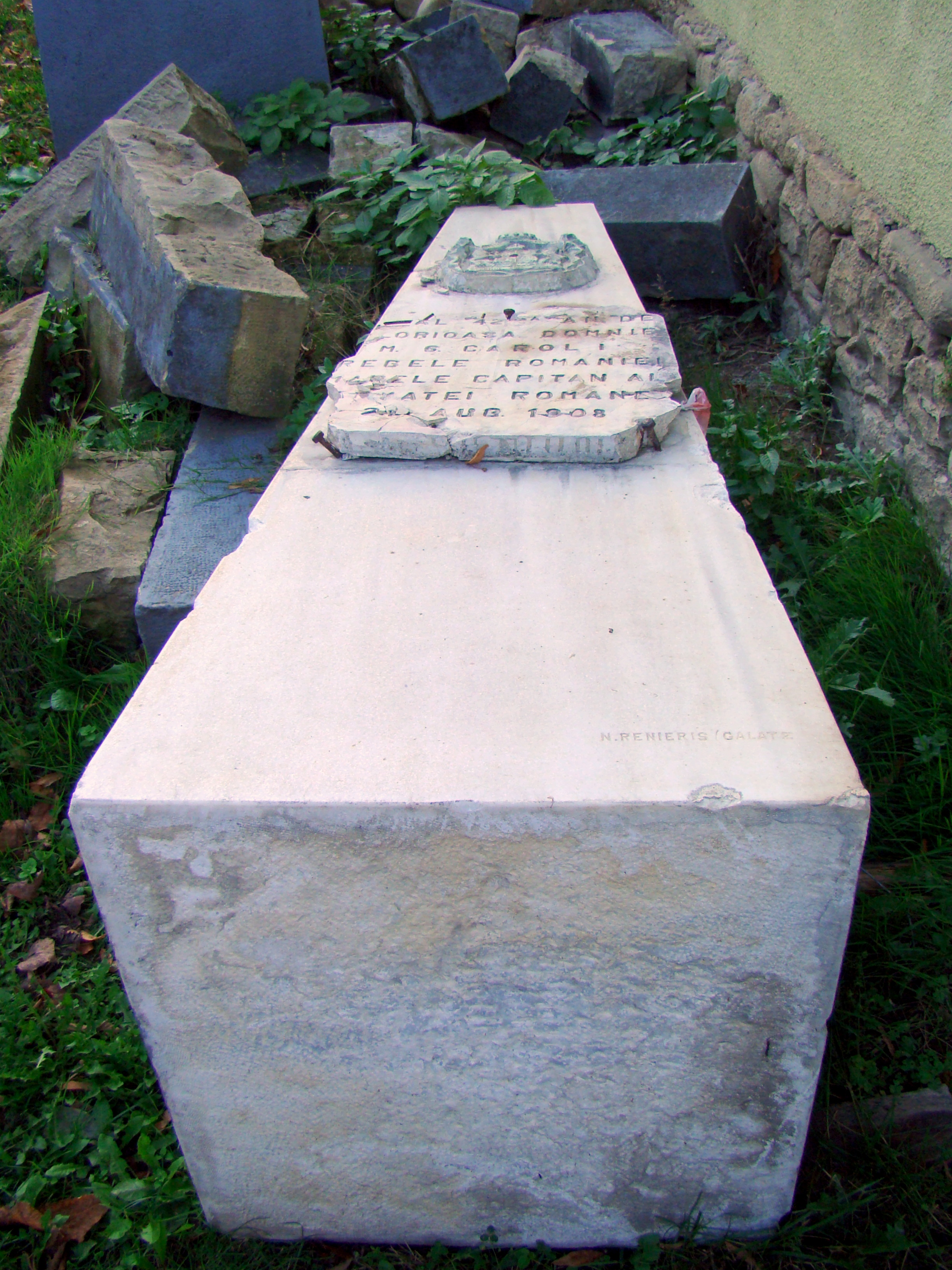
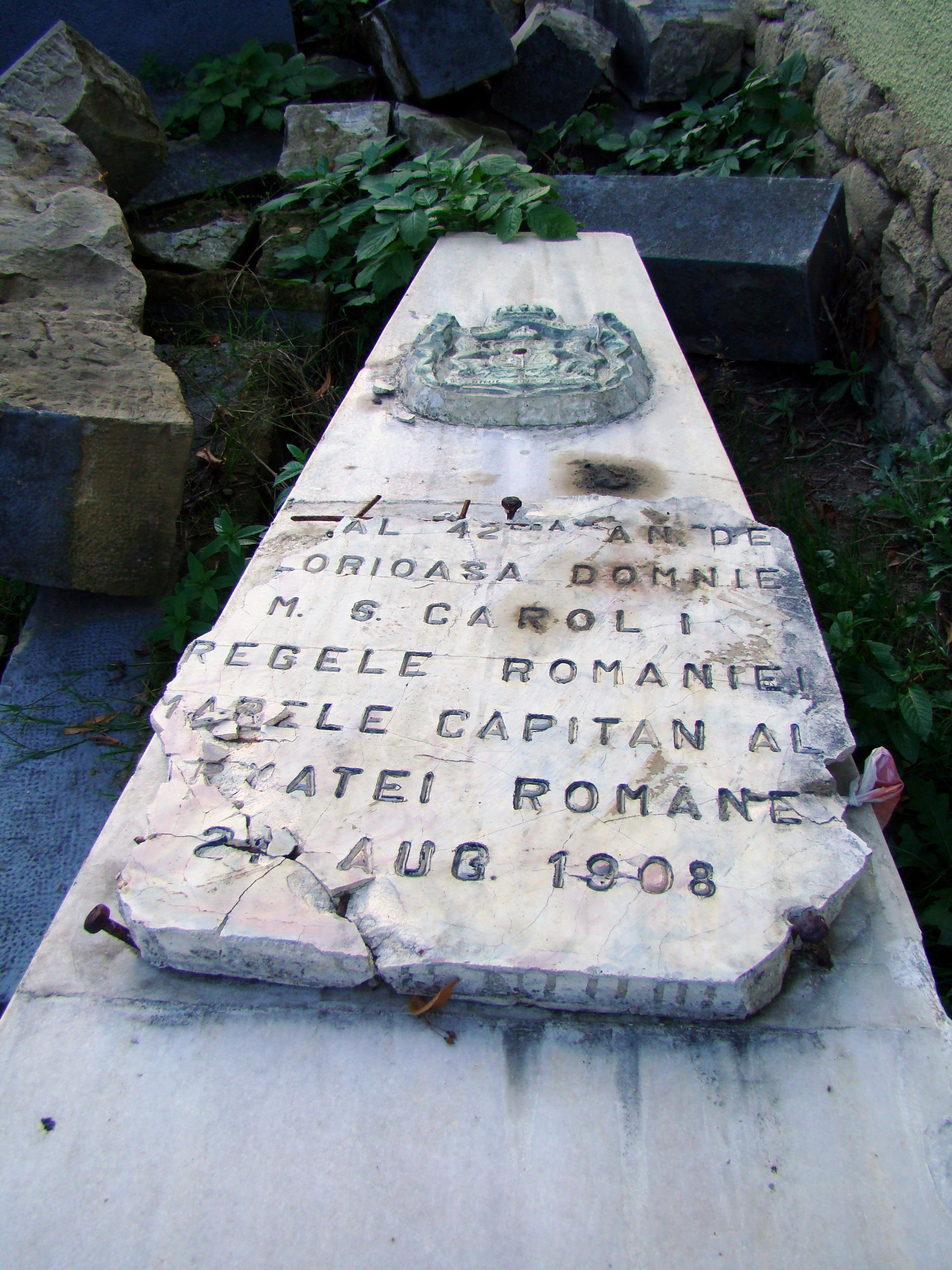
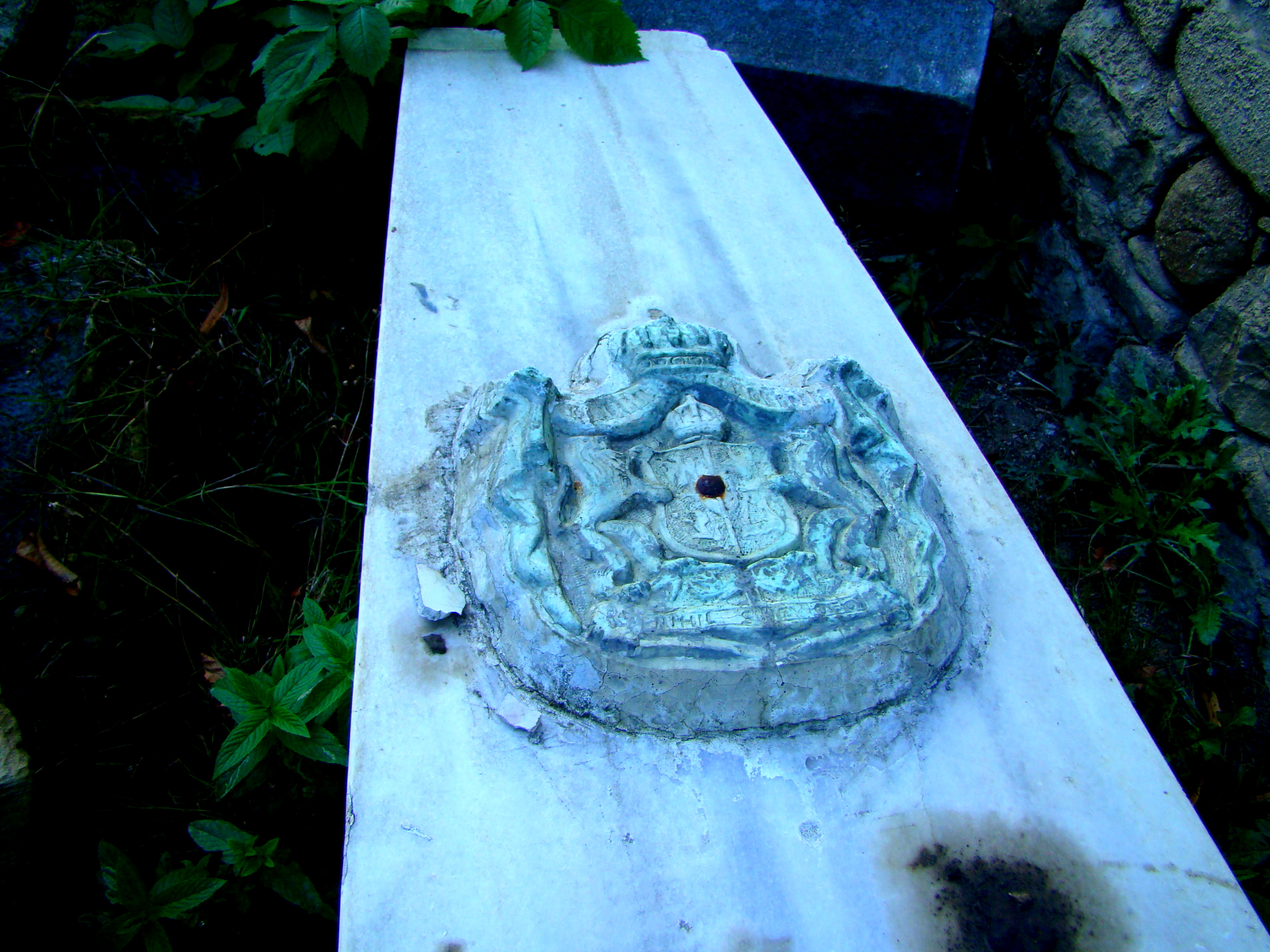
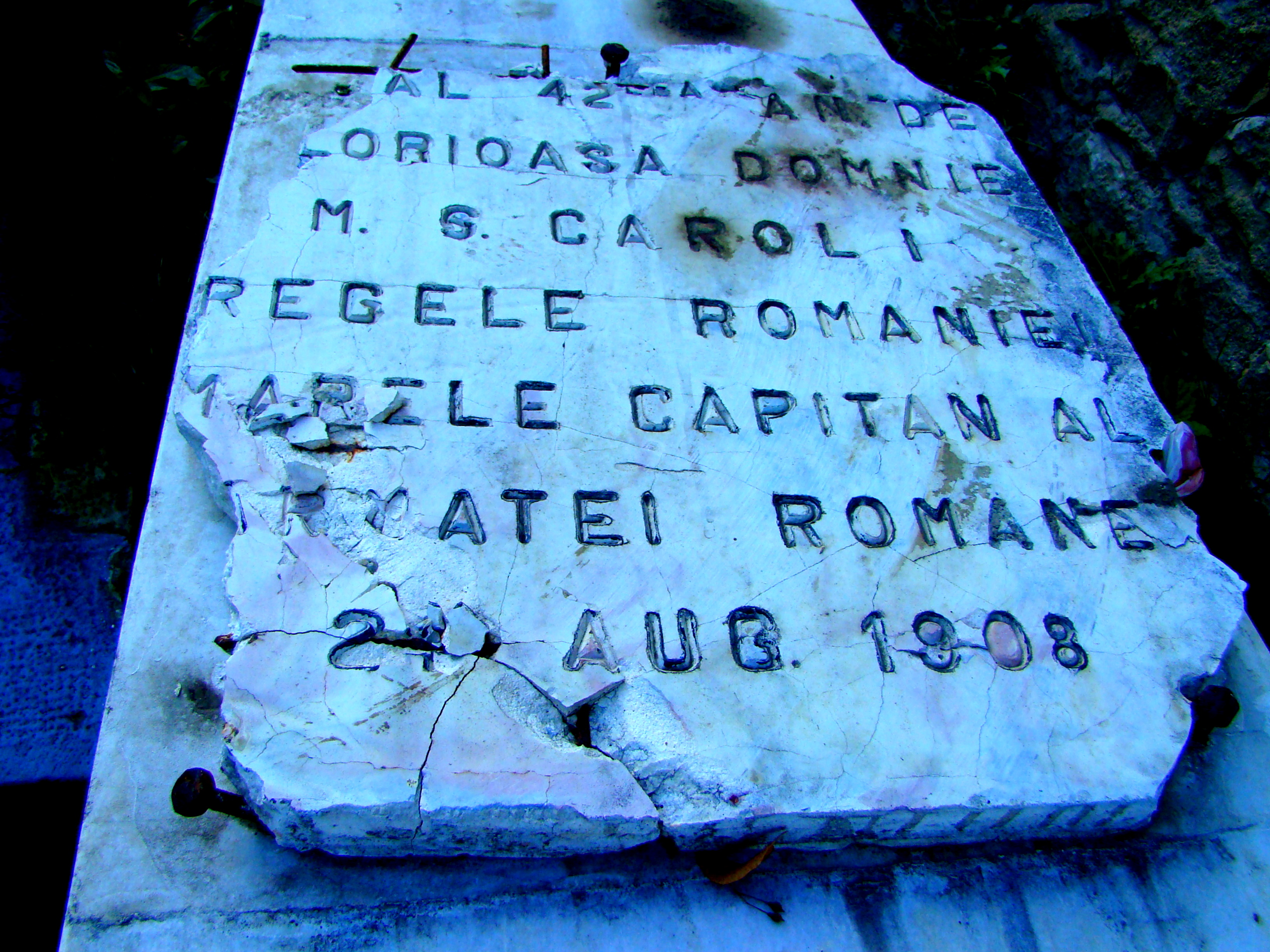
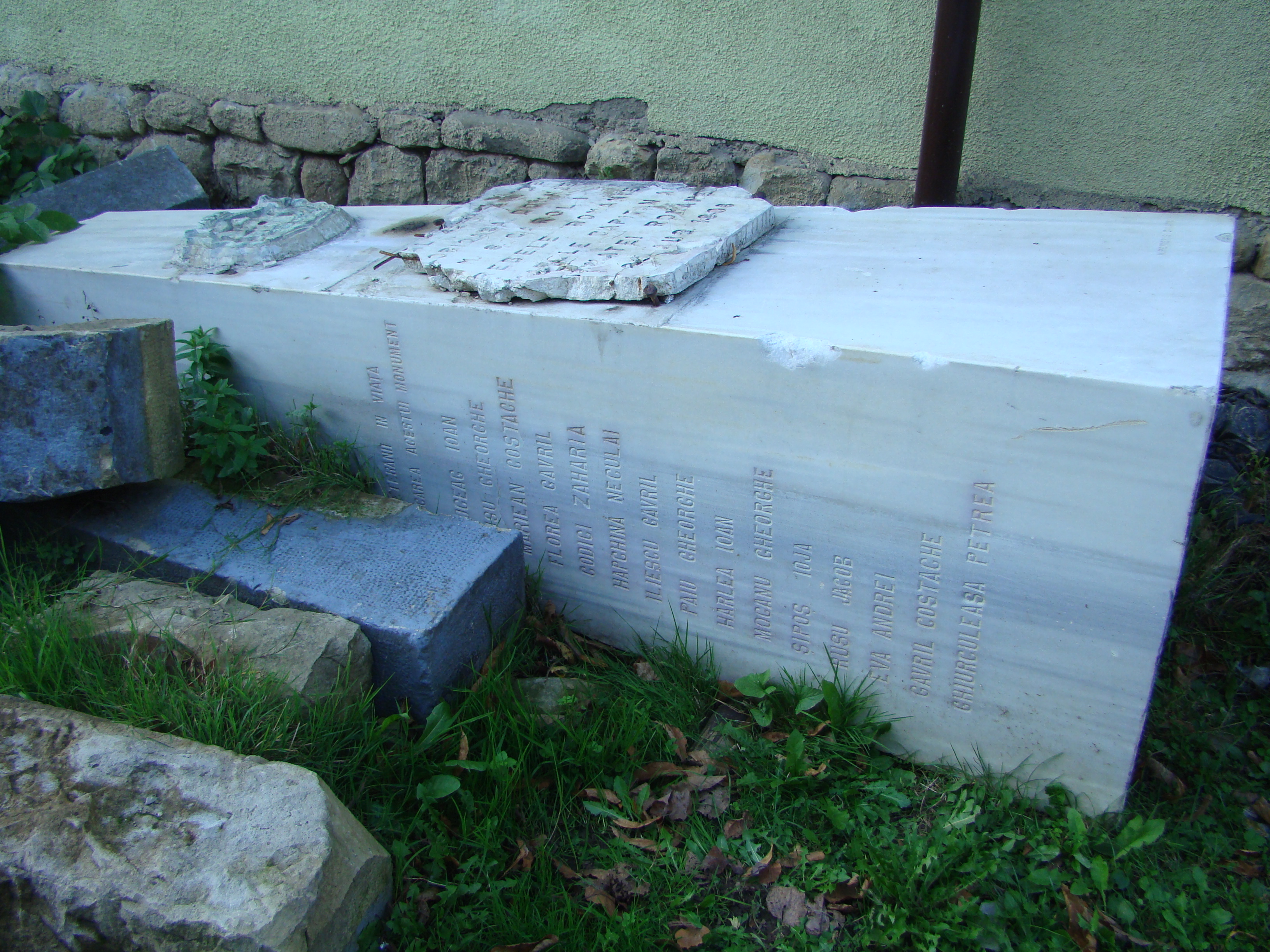

## Vezi și
- Tazlău, Neamț

## Legături externe
- Monumentul întreg, pe amplasamentul inițial